# スノーパーク洞川
スノーパーク洞川（スノーパークどろがわ）は奈良県吉野郡天川村に位置するスキー場。
紀伊半島にはスキー場が非常に少ない。そして、現在奈良県で唯一営業しているスキー場である。洞川スキー場とも呼ばれる。

## 概要
「スノーパーク洞川」は紀伊半島では稀有なスキー場。延長約400mというこぢんまりしたゲレンデは、中級以下のレベルで初心者向き。
多くは家族連れそり遊びという方が多いが、標高960mから1,040mという高地の雪はさらさらで上級者にも人気。

## 交通案内

### 電車・バス
- 近鉄吉野線下市口駅から奈良交通系統2洞川温泉行（約70分）[2]

### 車
- 南阪奈道路葛城ICから約80分：国道165号(大和高田バイパス)・国道309号を経由し天川川合交差点から県道21号を洞川方面[2]